# Halocosa hatanensis
Halocosa hatanensis is een spinnensoort uit de familie Lycosidae (Wolfspinnen). De wetenschappelijke naam van de soort werd voor het eerst geldig gepubliceerd in 1993 door Urita, Tang en Song als Pardosa hatanensis
De soort komt voor in China.